# España peninsular

Silueta de la España peninsular

España peninsular es la denominación que hace referencia a la parte del territorio español en la península ibérica, en contraposición con los territorios que no están ubicados en ella, que son las islas Canarias, las islas Baleares, Ceuta, Melilla y las plazas de soberanía. Habitualmente, en España se alude a ella simplemente como «la Península». Comparte fronteras terrestres con Francia y con el principado de Andorra al norte, con Portugal al oeste y con el territorio británico de Gibraltar al sur.
Debido a una percepción sesgada del espacio, cuyo origen algunos autores lo han remontado al siglo XIX, algunas personas confunden a la España peninsular con el país en su totalidad, o incluso identifican a España con la península ibérica, sin reparar en la exclusión de los extrapeninsulares.

## Características
La España peninsular es la parte de mayor tamaño del país, y posee 494 011 km², de los 506 482 km² totales. La mayoría de la población de España reside en ella con un total de 43 068 733 habitantes. Contiene quince de las diecisiete comunidades autónomas de España.
Se trata de la parte central de España, dispone de muchos más recursos y de mejores comunicaciones, tanto para los desplazamientos por el interior como a otras zonas. Para equilibrar los desajustes entre las dos zonas, los residentes extrapeninsulares reciben ayudas para el transporte aéreo y marítimo para viajar a la península.
El centro geográfico de la España peninsular se encuentra en la Cañada Real de Madrid.

## Demografía
Las quince comunidades autónomas que forman la España peninsular, cuentan con 43.068.733 habitantes.

### Municipios más poblados (2018)
1. Madrid 3.287.662 hab.
2. Barcelona 1.639.981 hab.
3. Valencia 791.413 hab.
4. Sevilla 688.711 hab.
5. Zaragoza 666.880 hab.
6. Málaga 571.026 hab.
7. Murcia 447.182 hab.
8. Bilbao 345.821 hab.
9. Alicante 331.577 hab.
10. Córdoba 325.708 hab.